# Mary Wever-Laclé
Mary Silvany Filomena Wever-Laclé (Aruba, 13 augustus 1947 - aldaar, 14 november 2020) was een Arubaans zakenvrouw en politica. Zij was minister van Onderwijs en Arbeid van 17 juni 1998 tot 30 oktober 2001.

## Biografie
Mary Laclé was dochter van Maria Croes en Leonardo (Netty) Laclé, een AVP-politicus die vanaf de instelling van de eerste Arubaanse eilandsraad in 1951 geruime tijd eilandsraadslid was en ook lid van de Staten van de Nederlandse Antillen.
Vanaf de jaren zeventig van de 20ste eeuw was Wever-Laclé ondernemer in Oranjestad en eigenaar van de zaak "Masyfral", die in fournituren, handenarbeid-, feest- en balletartikelen handelde. In deze periode was zij bestuurlijk actief in de Aruba Tivoli Club (ATC), de oudste sociale club van Aruba, waar zij ook de damescomité leidde.
Wever-Laclé sloot zich in 1976 aan bij de MEP. Zij behoorde tot de "groep Watty Vos", die zich in 1977 van de partij afsplitste en de RUBA oprichtte. Binnen de RUBA had zij de leiding van het vrouwenplatform en vervulde zij bestuurlijke functies. Bij de statenverkiezingen van 17 juni 1977 debuteerde zij op positie nr. 5; hiermee was zij de hoogst geplaatste vrouw op de RUBA-lijst. De partij behaalde geen zetels. Gelijk de vrouwen op andere kandidatenlijsten ijverde zij voor gelijke kansen voor en een grotere betrokkenheid van vrouwen in de politiek. Haar deelname aan de eilandsraadverkiezingen in 1979 en de verkiezingen in 1979 en 1982 voor de Staten van de Nederlandse Antillen leverde eveneens onvoldoende persoonlijke stemmen op voor een zetel. Ze nam geen deel aan de eilandsraadverkiezingen in 1983; het jaar dat RUBA een combinatielijst aanging met de AVP. Kort hierna ging de partij op in de AVP.
Tussen 1985 en 2005 nam Wever-Laclé op de AVP-lijst deel aan een zevental verkiezingen voor de Staten van Aruba. Zij werd in 1994 statenlid. In 1997 deed zij de befaamde maar weinig parlementaire uitspraak dat OLA, coalitiepartner van de AVP, de "postema" (steenpuist) van de Arubaanse politiek vormde. Hiermee legde zij de vinger op de zere plek van de falende coalitiepolitiek in het tweede kabinet Henny Eman. Er volgde vervroegde verkiezingen; hierbij behaalde zij met 589 stemmen het hoogste aantal persoonlijke stemmen uit haar politieke carrière. Wever-Laclé werd minister van Onderwijs en Arbeid in het derde kabinet Henny Eman. Zij wist geen statenzetel te bemachtigen bij de verkiezingen in 2001 en 2005. Hierna trok zij zich terug uit de actieve politiek.

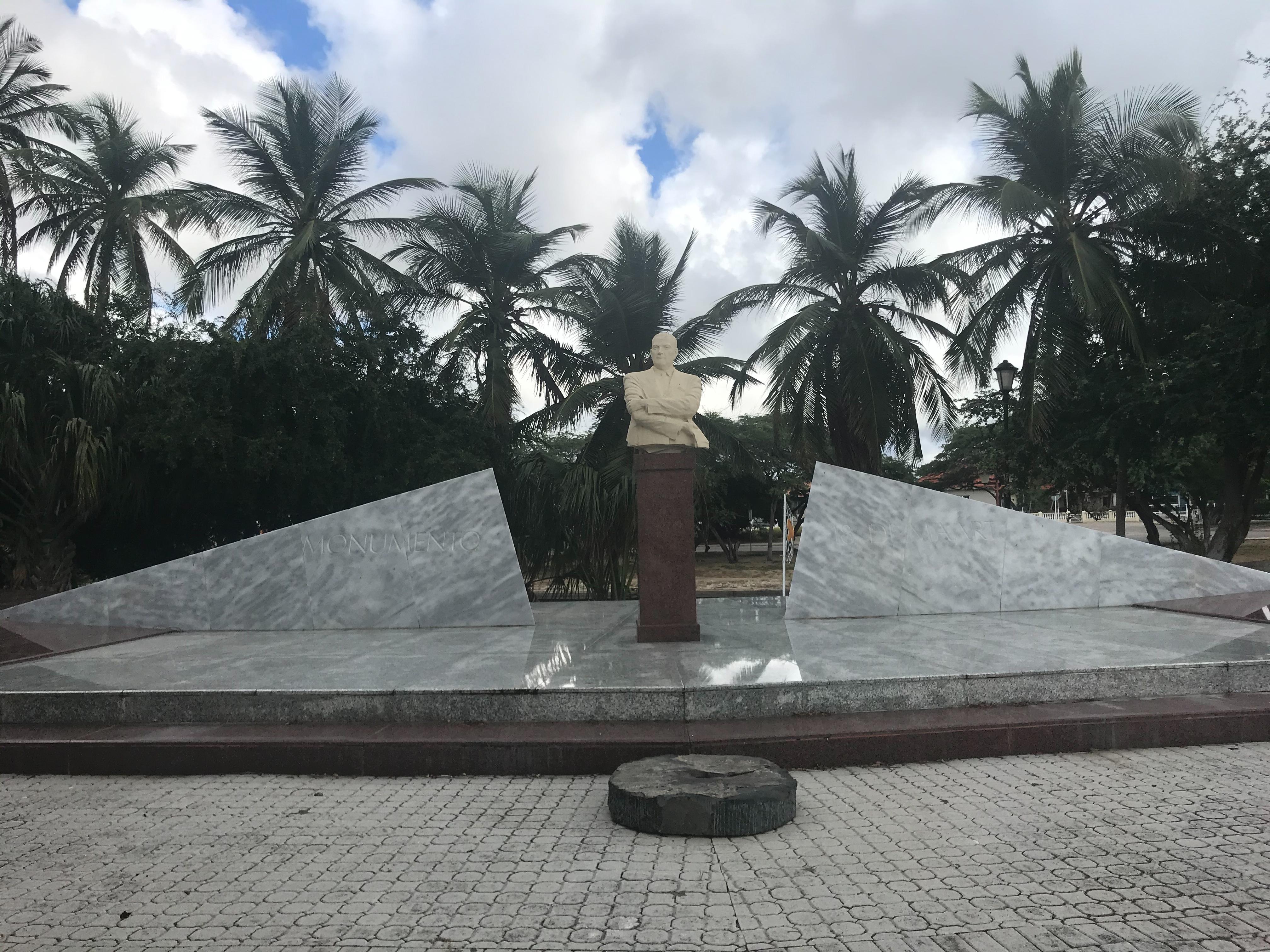
Monument 18 maart in Oranjestad

Wever-Laclé was in 1991 mede-oprichter en voorzitter van de Stichting 18 maart, die tot doel heeft de staatkundige en politieke geschiedenis van Aruba levend te houden. De stichting beheert aan de Lagoenweg in Oranjestad het "monument 18 maart" ter nagedachtenis van de 2147 Arubanen die voor het eerst in 1948 een petitie hebben getekend voor het zelfbeschikkingsrecht van Aruba.
Op 14 november 2020 overleed Wever-Laclé in het Horacio Oduber Hospitaal aan de gevolgen van het coronavirus. Zij was gehuwd met Alvin Wever en samen kregen ze twee dochters.